# Desigualdad de Bernoulli

Ilustración de la desigualdad de Bernoulli para n=3. Aquí, la gráfica roja corresponde a (1+x)^{3} y ésta nunca es menor que la gráfica azul, correspondiente a 1+3x.

La desigualdad de Bernoulli es aquella que se establece entre números reales.
| (Desigualdad de Bernoulli) Para cualquier número real {\displaystyle x\geq -1} y cualquier número entero {\displaystyle n\geq 1} se cumple: {\displaystyle (1+x)^{n}\geq 1+nx} y la igualdad se obtiene si y sólo si x=0 o n=1. |

La desigualdad de Bernoulli tiene generalizaciones y variantes:
- Si el exponente es par, entonces la desigualdad es válida para cualquier número real a.
- Si el exponente es un número real  β entonces

{\displaystyle (1+y)^{\beta }\geq 1+\beta \cdot y}, si {\displaystyle y\geq -1} y {\displaystyle \beta \leq 0} o {\displaystyle \beta \geq 1}
mientras que 
{\displaystyle (1+y)^{\beta }\leq 1+\beta \cdot y}, si {\displaystyle y\geq -1} y {\displaystyle 0\leq \beta \leq 1}.
La desigualdad de Bernoulli es de particular relevancia pues en numerosas ocasiones funciona como lema intermedio en la prueba de resultados de cálculo más complejos. 

## Prueba de la desigualdad
La demostración se efectúa únicamente para n, número natural.
Para n = 1,
{\displaystyle (1+x)^{1}\geq 1+1\cdot x\,}
lo cual es equivalente a 1+x ≥ 1+x
Ahora, supóngase que el enunciado es válido para n = k:
{\displaystyle (1+x)^{k}\geq 1+kx.\,}
Luego se probará para n = k+1:
{\displaystyle {\begin{aligned}&{}\qquad (1+x)(1+x)^{k}\geq (1+x)(1+kx)\quad {\text{(por hipótesis, debido a que }}(1+x)\geq 0)\\&\iff (1+x)^{k+1}\geq 1+kx+x+kx^{2},\\&\iff (1+x)^{k+1}\geq 1+(k+1)x+kx^{2}.\end{aligned}}}
Sin embargo, como 1 + (k + 1)x + kx2 ≥ 1 + (k + 1)x (porque kx2 ≥ 0), se tiene que (1 + x)k + 1 ≥ 1 + (k + 1)x, lo cual significa que el enunciado es cierto para n = k + 1.
Por inducción se concluye que el enunciado es cierto para todo  n ≥ 1.